# Scogli della Galera
Gli scogli della Galera formano un gruppo di scogli dell'Italia, in Calabria.
Amministrativamente appartiene a Roseto Capo Spulico, comune italiano della provincia di Cosenza.